# Traducción

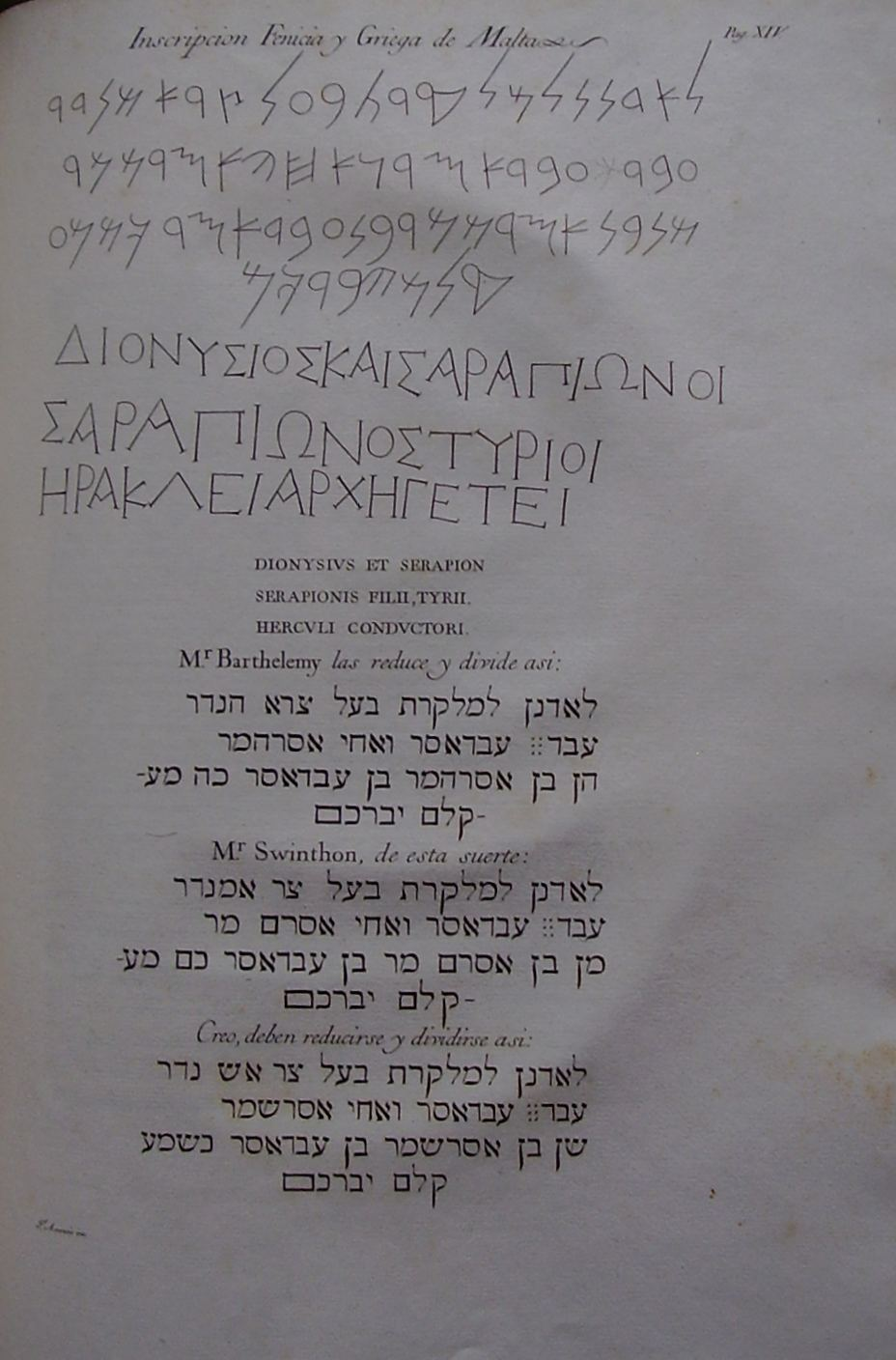
Inscripción fenicia y griega hallada en Malta, interpretada por el filólogo español Francisco Pérez Bayer en 1722.

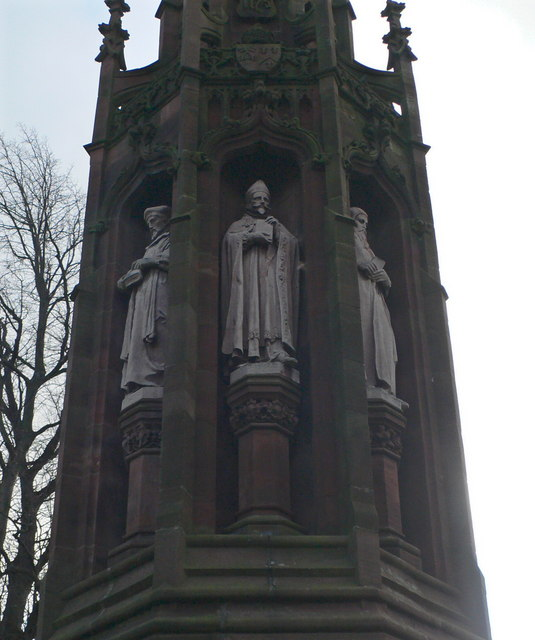
El memorial del traductor, en St Asaph. Al centro aparece William Morgan, el traductor de la Biblia al galés.

La traducción es la actividad que consiste en comprender el significado de un texto en un idioma, llamado «texto origen» o «texto de salida», para producir un texto con significado equivalente, en otro idioma, llamado texto traducido o «texto meta». El resultado de esta actividad, el «texto traducido», también se denomina «traducción». Cuando la traducción se realiza de manera oral se conoce como interpretación. La disciplina que estudia sistemáticamente la teoría, la descripción y la aplicación de la traducción y la interpretación se denomina traductología.
Mientras que la interpretación es indudablemente más antigua que la escritura, la traducción surgió solo tras la aparición de la literatura escrita. Existen traducciones parciales de la Epopeya de Gilgamesh (sobre el 2000 a. C.) a idiomas de Oriente Próximo de la época.
Dada la laboriosidad del proceso de traducción, desde la década de 1940 se han intentado encontrar medios de automatizar la traducción utilizando máquinas (traducción automática) o ayudando mecánicamente al traductor (traducción asistida por ordenador). De toda esta dinámica ha surgido la moderna industria del lenguaje, facilitada enormemente por el auge de Internet, que ha creado nuevos géneros de traducción como la internacionalización y localización.

Extensión de las principales familias lingüísticas.

## Etimología
El término traducción proviene del latín traductĭo, -ōnis, «hacer pasar de un lugar a otro», y lo utilizó por primera vez Robert Estienne en 1539. Leonardo Bruni había utilizado para ese sentido el verbo tradurre ya en 1440. En latín clásico se solía hablar de translatio (traslación), versio (versión) o interpretatio (interpretación), aunque no queda excesivamente clara cuál era la diferencia entre ellos. Dicho término está relacionado con los términos griegos μεταφορά (metaforá, «traslación»), μετάθεσις (metáthesis, «trasposición») y μετάφρασις (metáfrasis, «reexpresión»). La mayor parte de las lenguas europeas modernas utilizan algunas de estas raíces o construcciones análogas, como el alemán übersetzen («pasar a la otra orilla»). En castellano medieval solía emplearse el término trujamán, de origen árabe, referido tanto al traductor como al intérprete.

## Definición
Han sido muchos los intentos de definir la «traducción» a lo largo de la historia, aunque han aumentado enormemente desde la década de 1960 y el auge de la traductología como disciplina autónoma. Cinco son los enfoques principales que se han sucedido a la hora de buscar una definición completa:
- Actividad entre lenguas: «pasar de una lengua A a una lengua B para expresar la misma realidad» (J. P. Vinay y J. Darbelnet),[11] «enunciar en otra lengua lo que ha sido enunciado en una lengua fuente, conservando las equivalencias semánticas y estilísticas» (García Yebra, V.).[12]
- Actividad entre textos: «transmitir el sentido de los mensajes que contiene un texto» (Seleskovitch y Lederer),[13] «la sustitución de un texto en lengua de partida por un texto semántica y pragmáticamente equivalente en lengua meta» (House).[14]
- Acto de comunicación: «reproducir en la lengua terminal el mensaje de la lengua original por medio del equivalente más próximo y más natural, primero en lo que se refiere al sentido, y luego en lo que atañe al estilo» (Nida),[15] «un proceso comunicativo que tiene lugar en un contexto social» (Hatim y Mason).[16]
- Proceso: «analizar la expresión del texto de lengua original en términos de oraciones prenucleares, trasladar las oraciones prenucleares de lengua original en oraciones prenucleares equivalentes de lengua término y, finalmente, transformar estas estructuras de lengua término en expresiones estilísticamente apropiadas» (Vázquez Ayora),[17] «operación que consiste en determinar la significación de los signos lingüísticos en función de un querer decir concretizado en un mensaje, y restituir después ese mensaje íntegramente mediante los signos de otra lengua» (Delisle).[18]
- Actividad textual, comunicativa y cognitiva: « Es un proceso interpretativo  que consiste en la reformulación de un texto con los medios de una lengua que se relacionan dentro de un contexto social y con una finalidad determinada» (Hurtado Albir)[19]

## Historia
La traducción es una actividad muy antigua. Una de las primeras evidencias escritas de traducción es la Piedra de Rossetta, donde un mismo texto se encuentra en egipcio jeroglífico, egipcio demótico y griego, que sirvió para descifrar el significado de los jeroglíficos egipcios.
Una parte significativa de la historia de la traducción en Occidente tiene que ver con la traducción de los textos bíblicos. Las primeras traducciones escritas atestiguadas fueron de la Biblia, ya que como los judíos llevaban mucho tiempo sin hablar la lengua hebrea, ésta se perdió y las Sagradas Escrituras debieron traducirse para que las entendiesen los judíos que no hablaban su lengua original. Ptolomeo Filadelfo en el siglo III a. C. mandó traducir del hebreo al griego koiné las Sagradas Escrituras a 72 sabios que dominaban el hebreo y el griego. Esta versión se conoce como versión alejandrina, versión de los 70 o Septuaginta. A lo largo de los siglos I y II d. C. la Biblia se tradujo de manera intermitente del griego al latín. Este conjunto de textos se conoce como Vetus Latina. San Jerónimo realizó la primera traducción sistemática de la Biblia al latín del pueblo: la Vulgata, que apareció alrededor del 384 d. C.
En los siglos IX y X en Bagdad, los trabajos de los antiguos griegos en los campos de la ciencia y la filosofía se tradujeron al árabe. Este aprendizaje se diseminó por Europa a través de al-Ándalus, bajo el dominio musulmán desde principios del siglo VIII por ochocientos años, hasta el siglo XV, cuando los musulmanes fueron desterrados.
La Escuela de Traductores de Toledo, donde se realizaron traducciones del árabe al romance castellano y luego al latín, contribuyó al desarrollo científico y tecnológico que permitió el advenimiento del Renacimiento europeo. A lo largo de la Edad Media, el latín era la lengua franca del mundo occidental. En el siglo IX Alfredo el Grande, rey de Wessex, en Inglaterra, se adelantó a su tiempo en la traducción en lengua vernácula anglosajona de la Historia Eclesiástica del Pueblo Inglés de Beda y Consolación de Filosofía de Boecio. Mientras tanto, la Iglesia Cristiana veía mal incluso adaptaciones parciales de la Vulgata de San Jerónimo de alrededor de 384, la Biblia latina estándar. Posteriormente, al tiempo de la invención de la imprenta de tipos móviles, Martín Lutero tradujo la Biblia al alemán.

## El proceso traductor
El proceso traductor es el proceso mental por el cual se permite transmitir un texto formulado en una lengua, utilizando los medios de otra lengua. Históricamente se han distinguido en él tres procesos diferenciados: comprensión, desverbalización y reexpresión. Algunos autores incluyen la desverbalización como un proceso interno de la comprensión, y por tanto distinguen solo dos procesos básicos.
En la fase de comprensión o análisis, se decodifica el sentido del texto original, considerando el campo, modo y tenor y estableciendo las unidades de sentido (a nivel de palabra, frase o incluso una o más oraciones). Hasta aquí el traductor funciona aproximadamente del mismo modo que el lector monolingüe. En la fase de desverbalización o representación semántica el traductor conforma en su cabeza un mapa semántico (de significados) independiente de las relaciones gramaticales tanto de la lengua de partida como de la lengua de llegada. En la fase de reexpresión o síntesis el mapa semántico se vierte en la lengua de llegada teniendo en cuenta, además de los rasgos puramente semánticos, el género literario o textual, el contexto, las reglas gramaticales, las convenciones estilísticas, etc. Ciertos autores, como Delisle o Bell, añaden una fase más a la traducción cuando se realiza exclusivamente por escrito: la verificación o revisión.
Estas fases son de índole recursiva y no necesariamente sucesivas, es decir, el traductor puede volver a desentrañar el sentido del texto origen, una vez que ha recodificado el sentido en la lengua traducida. En él se producen procesos controlados y no controlados, y que requiere procesos de identificación y resolución de problemas, aplicación de estrategias y toma de decisiones.

### Complejidad del proceso
Aunque este proceso podría parecer simple a primera vista, se esconde tras él una operación cognitiva compleja. Para decodificar el sentido completo del texto origen, el traductor tiene que interpretar y analizar todas sus características de forma consciente y metódica. Este proceso requiere un conocimiento profundo de la gramática, semántica, sintaxis y frases hechas o similares de la lengua origen, así como de la cultura de sus hablantes. El traductor debe contar también con estos conocimientos para recodificar el sentido en la lengua traducida. De hecho, estos suelen ser más importantes y, por tanto, más profundos que los de la lengua origen. De ahí que la mayoría de los traductores traduzcan a su lengua materna. Además, es esencial que los traductores conozcan el área que se está tratando. En algunos tipos de textos, no es infrecuente la intraducibilidad como problema (caso de varios poemas).

## Competencia traductora
A diferencia de lo que se suele creer, dominar uno o varios idiomas extranjeros no es condición suficiente para poder traducir a nivel profesional. Los idiomas extranjeros no son sino una más de las herramientas necesarias para poder desempeñarse en traducción. Traducir significa estar en capacidad de comprender el sentido y reexpresarlo en otra lengua de manera efectiva y libre de las ataduras sintácticas de la lengua de origen; está muy lejos de ser una mera sustitución de una palabra por otra.
Competencia traductora es el nombre genérico que se da a una serie de conocimientos, habilidades y actitudes necesarios para traducir. Estos a su vez se pueden subdividir en diversas subcompetencias que el traductor debe adquirir para traducir con eficacia:
- Subcompetencia bilingüe: Sistemas subyacentes de conocimientos y habilidades necesarios para la comunicación en dos lenguas. Está integrada por conocimientos pragmáticos, sociolingüísticos, textuales y léxico-gramaticales.[31]
- Subcompetencia extralingüística: Conocimientos sobre el mundo en general y determinados ámbitos particulares. Integrada por conocimientos de ambas culturas, enciclopédicos y temáticos.[31]
- Subcompetencia de conocimientos sobre traducción: Conocimientos sobre los principios que rigen la traducción (tipo de unidad, procesos requeridos, métodos y procedimientos utilizados, tipos de problemas) y conocimientos relacionados con el ejercicio profesional de la traducción.[31]
- Subcompetencia instrumental: Conocimientos y habilidades relacionados con el uso de las fuentes de documentación y las tecnologías de la información y la comunicación aplicadas a la traducción (diccionarios, enciclopedias, gramáticas, libros de estilo, textos paralelos, corpus, buscadores, etc.)[31]
- Subcompetencia estratégica: Garantiza la eficacia del proceso traductor y la resolución de los problemas poniendo en relación el resto de subcompetencias. Sirve para planificar y elaborar el proyecto traductor, evaluar el proceso traductor y los resultados parciales en relación con el objetivo final, e identificar los procedimientos para su resolución.[31]
- Componentes psicofisiológicos: Componentes cognitivos (memoria, percepción, atención, emoción), actitudinales (curiosidad intelectual, perseverancia, rigor, espíritu crítico, conocimiento, confianza, motivación) y habilidades (creatividad, razonamiento lógico, análisis, síntesis).[31]

## Problemas de traducción
- Problemas léxico-semánticos: alternancia terminológica, neologismos, lagunas semánticas, sinonimia o antonimia contextual, contigüidad semántica vertical u horizontal, redes léxicas (se resuelven consultando diccionarios, glosarios, bancos terminológicos, consulta a especialistas).
- Problemas gramaticales: temporalidad, aspectualidad, pronombres, negaciones correlativas, explicitación de pronombres sujeto (se resuelven consultando gramáticas del francés y del español, gramáticas contrastivas, manuales de sintaxis y de redacción en ambas lenguas).
- Problemas sintácticos: paralelismos sintácticos, principio de rección, voz pasiva,  focalización, hipérbaton, anáforas y otras figuras retóricas de construcción (se resuelven consultando gramáticas de ambas lenguas, gramáticas contrastivas, manuales de sintaxis y de redacción en ambas lenguas).
- Problemas retóricos: identificación y recreación de figuras de pensamiento (símil, metáfora, metonimia, sinécdoque, oxímoron, paradoja, etc.) y de dicción (se resuelven con diccionarios de retórica y de poética en ambas lenguas, obras de consulta sobre retórica).
- Problemas pragmáticos: diferencias en el uso de tú y usted, frases idiomáticas, locuciones, refranes, ironía, humor y sarcasmo (se resuelven consultando diccionarios de frases idiomáticas y locuciones, antologías de refranes, obras de consulta sobre temas de pragmática).
- Problemas culturales: diferencias entre referentes culturales, escritura de fechas, nombres de comida, festividades, connotaciones culturales en general (se resuelven con diversas fuentes documentales: libros, revistas, películas, videos).

## Técnicas de traducción
Una técnica de traducción es un procedimiento verbal concreto para conseguir equivalencias traductoras. Se diferencia del método de traducción en que este último afectaría a todo el texto, mientras que el uso de las diferentes técnicas es puntual. La primera clasificación de procedimientos técnicos para traducir la publicaron J. P. Vinay y J. Darbelnet en 1958, y desde entonces no ha recibido sino pequeñas modificaciones. Generalmente se distinguen las siguientes técnicas de traducción:

### Adaptación
La adaptación, sustitución cultural o equivalente cultural consiste en reemplazar un elemento cultural del texto original por otro propio de la cultura receptora, que resulte por tanto más familiar e inteligible. P. ej.: cambiar football por fútbol en una traducción inglés-español.

### Ampliación lingüística
La ampliación lingüística consiste en añadir elementos lingüísticos por razones estructurales o cuando es necesario solucionar la ambigüedad producida por algunos elementos del texto original. Se utiliza especialmente en doblaje e interpretación consecutiva. P. ej. traducir del inglés al español no way por de ninguna manera en lugar de en absoluto, que tiene el mismo número de palabras. Se opone a la compresión lingüística.

### Reducción
Es el procedimiento contrario a la expansión. Es una técnica de eliminación de elementos redundantes utilizada para producir una traducción más concisa o por razones estructurales o estilísticas, es decir, evitar problemas como la repetición, falta de naturalidad o incluso confusiones. También se le conoce como omisión.

### Compensación
Esta técnica es usada por los traductores en caso de pérdida de matices o ante la imposibilidad de encontrar una correspondencia adecuada. La compensación permite usar la expansión y la reducción. Por ejemplo, traduciendo literalmente una oración como «Boy, it began to rain like a bastard. In buckets, I swear to God» daría como resultado «Chico, empezó a llover como un bastardo. En baldes, lo juro por Dios», pero frases como «like a bastard» e «in buckets» no se pueden traducir literalmente y de manera natural. En su lugar, usando la compensación la oración quedaría como «¡Jo! ¡De pronto empezó a llover a cántaros! Un diluvio, lo juro por Dios». De este modo, se intenta recuperar el mismo efecto que produce el texto original.

### Calco
El calco léxico es un procedimiento de traducción que consiste en la creación de neologismos siguiendo la estructura de la lengua de origen.
Un ejemplo claro de esta es la palabra baloncesto, originada de la palabra basketball en inglés.

### Modulación
Consiste en variar la forma del mensaje mediante un cambio semántico o de perspectiva. La traducción del mensaje se realiza desde un nuevo punto de vista:
- Original en inglés: It is not difficult to show.
- Traducción literal en español: No es difícil de demostrar.
- Traducción modulada en español: Es fácil de mostrar.

En el ejemplo, la expresión de la oración con una cópula verbal con un adverbio negativo ("it is not difficult") se tradujo en español con una cópula verbal en afirmativo ("es fácil") por medio del cambio del adjetivo (no difícil = "fácil"). La modulación se realiza especialmente cuando la traducción literal no se ajusta al genio o particularidad de la lengua traducida, es decir, la modulación produce una oración que suena mejor.

### Préstamo
El préstamo consiste en utilizar una palabra o expresión del texto original en el texto traducido. Los préstamos suelen notarse en cursiva y consisten en escribir la palabra en la lengua de origen; en otras palabras, es la no traducción del vocablo. Un ejemplo de préstamo es blue jeans del inglés. Otro ejemplo puede ser la palabra sándwich.

### Traducción literal
Se refiere al paso de la lengua de origen a la lengua traducida donde este paso da un resultado correcto. El traductor solo tiene que preocuparse de la servitudes linguistiques (colocaciones) que son propias de una lengua y no pueden cambiarse. Por ejemplo:
- "Mon Dieu pardonnez-moi cette méprisable prière, mais je ne puis écarter son nom de mes lèvres, ni oublier la peine de mon coeur".
- "Que Dios me perdone esta despreciable oración, pero no puedo apartar su nombre de mis labios, ni olvidar la pena de mi corazón".

Según Vinay y Dalbernet, la traducción literal es lícita sobre todo entre lenguas que comparten una misma cultura. Esto revela coexistencia física, que existe un acercamiento geográfico o bien ha habido periodos de bilingüismo en que se produce una influencia mutua, imitación consciente o inconsciente debido al vestigio intelectual y político.

### Transposición
Consiste en el cambio de una categoría gramatical por otra sin que cambie el sentido del mensaje. En este procedimiento, se produce un cambio de una estructura gramatical por otra. 
- Original en inglés: After he comes back.
- Traducción literal en español: Después de que él regrese.
- Traducción transpuesta en español: Después de su regreso.

La cláusula dependiente (he comes back) se traduce con una frase nominal ("su regreso").

## Fidelidad y transparencia
La fidelidad (o lealtad) y la transparencia son ideales de la traducción, pero comúnmente se oponen el uno al otro. Un crítico francés del siglo XVII acuñó la frase «les belles infidèles», sugiriendo que las traducciones, al igual que las mujeres, pueden ser fieles o hermosas, pero no ambas cosas.
La fidelidad se puede entender como la medida en que una traducción expresa de manera precisa el significado que pretende el texto fuente, sin distorsionarlo. La transparencia es entonces la medida en la que una traducción parece haber sido escrita originalmente en el lenguaje nativo de la persona que lo lee, ajustándose a su gramática, sintaxis e idioma. Una traducción que cumple el primer criterio se denomina «fiel»; una traducción que cumple el segundo criterio se denomina «idiomática». Ambas cualidades no se excluyen necesariamente.
El criterio para juzgar la fidelidad de una traducción varía de acuerdo al tema, al tipo y uso del texto, sus cualidades literarias, su contexto histórico y social, etc. El criterio para juzgar la transparencia de una traducción es aparentemente más claro: una traducción no idiomática «suena mal»; y, en el caso extremo de las traducciones «palabra a palabra» hechas por sistemas de traducción automática, generalmente resultan incoherentes.
Sin embargo, en algunos contextos el traductor puede realizar de manera consciente una traducción literal. Los traductores de textos literarios, religiosos o históricos se mantienen lo más cerca posible del texto fuente, estirando al máximo los límites del lenguaje meta, produciendo así un texto no idiomático. Un traductor puede adoptar expresiones del lenguaje fuente con la intención de darle a la traducción un «color local», es decir, que resulte extraña o exótica al lector del texto traducido.
En décadas recientes, destacados defensores de la traducción «no transparente» se han referido al erudito francés Antoine Berman, que identificó doce tendencias deformantes inherentes en la mayoría de las traducciones de prosa, y al teórico estadounidense Lawrence Venuti, quien llamó a los traductores a aplicar la estrategia de traducción de «extranjerización» más que la de «domesticación». Berman insiste en la necesidad de realizar un proyecto de traducción para después ejercer la crítica traductiva.[cita requerida]

## Traductólogos
El traductólogo estudia la traductología, también llamada estudios sobre la traducción, disciplina que estudia sistemáticamente la teoría, la descripción y la aplicación de la traducción y la interpretación, así como las mismas en conjunto.1 Es importante[¿según quién?] en este sentido distinguirla de la traducción o interpretación como actividad (propiamente dichas) y de la traducción o interpretación como producto (texto traducido o traducto, discurso interpretado). Entre los traductólogos reconocidos en la disciplina se encuentran:[cita requerida]
- Chesterman, Andrew
- Toury, Gideon
- Pym, Anthony
- Roberts, Isabelle
- Berman, Antoine
- Arrizabalaga, María Inés
- Hurtado Albir, Amparo
- Chaia, María Claudia Geraldine
- Cagnolati, Beatriz
- Holmes, James

## Equivalencia
Equivalencia quiere decir la correspondencia en significado de una palabra en un idioma frente a otro idioma. Dos palabras son equivalentes si tienen el mismo significado.
En la traductología la equivalencia tiene varias concepciones. Algunos científicos consideran como equivalencia cualquier correspondencia de las palabras o frases del texto origen con las del texto de la traducción en un contexto concreto. Pero se considera más correcta la otra concepción de la equivalencia, según la cual las equivalencias son correspondencias permanentes y equivalentes, que no dependen del contexto.
El papel de las equivalencias es muy importante especialmente durante la traducción oral. Justamente estas unidades de traducción, que siempre tienen correspondencias en la lengua nativa del traductor, aparecen en la mente del traductor más rápidamente y le ayudan al traductor a entender el contexto en general y la idea de todo el texto de traducción, hasta si este contiene palabras desconocidas para el traductor.
Entonces, son equivalentes las palabras o concepciones que surgen en los diccionarios como correspondencias permanentes, estables e independientes del contexto.

### Tipos de equivalencia
Entre el texto origen y el texto de la traducción debe existir equivalencia semántica, estilística y pragmática. La equivalencia semántica supone una correspondencia entre el texto del original y el texto meta con su contenido semántico, es decir, con su contenido denotativo-significativo.
La equivalencia estilística supone una correspondencia del texto origen con el texto meta con el valor estilístico, es decir con el matiz estilístico, valor expresivo-apreciativo y también con su pertenencia al mismo estilo funcional.
Y por fin la equivalencia pragmática supone que el contenido del texto origen se transmite de modo que la reacción del receptor de lengua extranjera corresponda con todos sus rasgos esenciales con la reacción del receptor que habla la lengua origen. Es decir la reacción del receptor debe corresponder con la del emisor.
Aunque todos los tipos de equivalencia juegan un papel importante en el proceso de la traducción, se debe constatar que la más importante de estas es la equivalencia semántica, dado que cada traducción supone primeramente una reproducción exacta del contenido semántico. Si no se observara la equivalencia estilística o pragmática entre el texto origen y el texto meta, la traducción sería incompleta y no equivalente, pero si se altera la idea del texto, entonces la traducción será completamente incorrecta.

## Tipos de traducción
Traducción divulgativa
Consiste en la traducción de textos de carácter divulgativo, como pueden ser los textos periodísticos.
Traducción literaria
La traducción literaria es la traducción de textos que tienen la consideración de obras literarias, ya sean prosa, poesía, etc.
Traducción científico-técnica
La traducción científica se dedica a los textos sanitarios y científicos como su nombre indica. Por su parte, la traducción técnica es aquella dedicada a textos de materia técnica, como puede ser la ingeniería, automoción o la informática. En este último campo se habla de localización de software, es decir, la traducción del software de un idioma a otro adaptando tal programa a la cultura del país de llegada. 
Traducción judicial
Es la realizada ante un tribunal de justicia. No debe confundirse con la traducción jurada, que se describe más abajo.
Traducción jurídico-económica
La traducción jurídica es la que se refiere a textos legales. No debe confundirse con la traducción jurada, que se describe a continuación.
Por su parte, la traducción económica consiste en traducir textos de temática financiera.
Traducción jurada o traducción pública
Traducción oficial de títulos, documentos, certificados, etc. que requieren una validez o validación legal. Este tipo de traducción solo la puede realizar aquel traductor acreditado para ello (véase traducción jurada), denominado traductor jurado o traductor certificado o perito traductor.
Traducción sitios web o traducciones multilingüe
Durante los últimos años se ha visto incrementar la necesidad de dar a conocer cada vez más productos y servicios en sitios web con diferentes idiomas, tanto para aumentar el target de consumidores nacionales, (véase sitios web traducidos en lenguas cooficiales cuáles, euskera, Catalán, Gallego), que en diferentes idiomas internacionales. Las traducciones de sitios web o traducciones de páginas internet multilingüe, ha también contribuido en manera más directa a la contratación de profesionales del web y del mercadeo digital.
Traducciones en campo médico y sanitario
Las traducciones de informes, estudios y otros documentos médicos similares, así como de textos técnicos médicos (como por ejemplo dispositivos auxiliares para uso quirúrgico) o textos farmacéuticos, deben ser efectuadas imperiosamente por traductores especializados médicos, farmacéuticos o tienen formación previa en el campo de la medicina o la asistencia sanitaria. Se dividen en: traducciones médicas, traducciones farmacéuticas, traducciones para la asistencias sanitaria general, traducciones de aparatos médicos y quirúrgicos.

## Localización y transcreación
Mientras que la traducción consiste en convertir un texto de un idioma a otro, manteniendo su significado original, la localización va más allá y adaptando no solo el lenguaje, sino también aspectos culturales y contextuales para que el contenido resuene con el público objetivo. Por otro lado, la transcreación implica una reescritura creativa del mensaje, donde el enfoque principal es la intención y el impacto emocional, permitiendo adaptaciones más libres para lograr una conexión efectiva con la audiencia local.

## Herramientas de traducción
Algunos traductores profesionales utilizan herramientas de traducción asistida o CAT (del inglés Computer Aided Translation Tools) para facilitar el proceso de traducción. Estas herramientas recuperan traducciones que se han hecho con anterioridad mediante un sistema de base de datos denominado memoria de traducción. Entre las herramientas de traducción asistida más populares se encuentran SDL Trados, MemoQ, Wordfast y Memosource.

## ISO 2384:1977
Norma ISO, publicada en 1977, que establece las normas para asegurar que las traducciones se presenten en un formato normalizado que simplifique su uso por parte de diferentes categorías de usuarios. Se aplica a la traducción de todos los documentos, ya sean completos, parciales o resumidos. Se distinguen cuatro tipos de documentos: libros, publicaciones periódicas, artículos y patentes.

## Día del Traductor
En muchos países, como España, México, Argentina, entre otros, se celebra el 30 de septiembre el Día Internacional del Traductor. Se trata del mismo día del santo patrono de los traductores: San Jerónimo.

## Efectos de la pandemia de COVID-19
A consecuencia de la pandemia por COVID-19, los eventos habituales (congresos, presentaciones de libros, etcétera) se suspendieron, e incluso el pago de regalías por la traducción o por la interpretación se vio muy afectado. Por otra parte, las actividades de muchos profesionales de la traducción se modificaron, pues se vieron en la obligación de comenzar a trabajar de otras maneras, en otros ritmos, en otros espacios físicos y, por supuesto, acerca de otros temas. Por lo demás, el derecho a la información sobre la salud en general y sobre la pandemia en particular acrecentó el interés en traducir documentos, artículos y noticias.